# Крижопільський район
Крижо́пільський райо́н — колишній район Вінницької області в Україні. Адміністративний центр — смт Крижопіль. Населення становить 32 976 жителів (01.01.2018).

## Географія
Крижопільський район розташований в південній частині Вінницької області. До його складу входять смт. Крижопіль та 43 сільських населених пункти.
Площа району становить 88,4 тис. га. Розміщений в межах недостатньо вологої теплової агрокліматичної зони. Клімат — помірно континентальний, пануючий напрям вітру — північно-західний. Основні ґрунти темно-сірі опідзолені та чорноземи опідзолені (57% площі району), на решті території — ясно-сірі лісові та сірі лісові.
Лісів — 10,7 тис. га (дуб, граб, липа, клен та інші). Крім того, в районі 1440 га лісосмуг та інших полезахисних насаджень.
На основних ділянках — різнотравно-бобово-злакова рослинність. Найбільші річки — Кам'янка, Марківка, Дохна.
Район межує: з північної сторони — з Тульчинським, з західної — з Томашпільським, з південно-західної — з Ямпільським, з південної — Піщанським, із східної — з Тростянецьким районами Вінницької області.

## Історія
Виникнення населеного пункту та залізничної станції пов'язано з будівництвом залізниці Київ-Одеса, яке розпочалося влітку 1866 року. Свою назву станція дістала від села «Крижопіль», розташованого за 17 км від селища. Назва «Крижопіль» можливо, походить від географічного положення села. Саме тут пролягає кряж, що править за вододіл між басейнами Південного Бугу та Дністра. Слово «кряж» і «поле» утворюють «Кряжопіль», що очевидно видозмінилось згодом у Крижопіль. З часу заснування і до 1923 року Крижопіль належав до Чоботарської волості. У 1900-1906 році англ. мовою в Нью-Йорку вийшла "єврейська інцеклопедія" де писалося, що Крижопільські поселення Ольгопільського повіту Подільської Губернії. У 1897 році у містечку проживало 1126 людей з яких 668 євреїв.
У серпні 1870 року через станцію почався регулярний рух поїздів. Станцію спорудили на землі поміщика Рубчинського. Першими забудовниками селища були робітники залізниці. Поселення стало перевалочним торговельним пунктом. Перші поселенці селища звернулися в Ольгопільське єпархіальне відомство з проханням відкрити школу. У 1899 році було засновану першу школу. В 1917 році педагогічна рада школи і батьківський комітет хотіли перетворити двокласове училище у початкове залізничне чотирьох класове училище. з вересня почало діяти училище. У 1920 році училище було переіменовано в Крижопільську єдину семирічну трудову школу № 62. Навчання велося українською мовою. У 1922 році була відкрита єврейська школа яка проіснувала до 1939 року, а потім злилася з основною.
05.02.1965 Указом Президії Верховної Ради Української РСР передано Павлівську сільраду Тростянецького району — до складу Крижопільського району.

## Адміністративний устрій
Район адміністративно-територіально поділяється на 1 селищну раду та 19 сільських рад, які об'єднують 45 населених пунктів та підпорядковані Крижопільській районній раді. Адміністративний центр — смт Крижопіль.

## Економіка

### Промисловий комплекс
Промисловий комплекс Крижопільського району представляють чотири підприємства, які займаються переважно переробкою сільськогосподарської продукції. За останні п'ять років чітко визначилась тенденція щорічного нарощування ними виробничого потенціалу. В структурі ВВП району за 2006 рік промислова продукція в порівняльних цінах становила 219,5 млн грн., або 55,1%. Найпотужнішими з них є ВАТ «Крижопільський цукровий завод» та ЗАТ "Торговий дім «Соколівський цукор», якими щодоби перероблялось 8,2 тис. тонн сировини.
Працює «Крижопільський сироробний завод». На сьогодні новим інвестором проводиться реконструкція та модернізація основних засобів.                                                    Відбудовано ГЕС в с.Шуми на річці Марківка 
З реформуванням економіки вивільнилась значна кількість працюючих, які знайшли застосування в малому і середньому бізнесі. В районі діє 123 малих підприємства і 1720 фізичних осіб-суб'єктів підприємницької діяльності. Питома вага працюючих в малому бізнесі до населення, зайнятого в суспільному виробництві району становить 23,7%. Тут зайнято понад 3 тис. осіб.

### Сільське господарство
Нинішній агропромисловий комплекс району являє собою 11 сільськогосподарських формувань, 97 фермерських господарства. Крім цього 988 громадян ведуть своє господарство одноосібно. В галузі працює понад 3,3 тис. ос., в тому числі 548 спеціалістів. Площа сільськогосподарських угідь району за всіма категоріями власників землі та землекористувачів становить 69,1 тис. га, із них: орні землі — 57,3 тис. га, пасовища — 7,8 тис. га, сіножаті — 0,7 тис. га, сади — 963 га.
Одним з найпотужніших підприємств комплексу є ЗАТ "Продовольча компанія «Поділля», яка об'єднала в собі 15 філій, розташованих на території чотирьох районів Вінницької області. 7 філій цієї компанії ведуть виробництво на території району, в обробітку яких знаходиться 28,5 тис. га сільськогосподарських угідь.
Валовий збір зернових становить 100 тис. тонн, при середній урожайності озимої пшениці 49 цнт./га, ярої пшениці — 39 цнт./га, ярого ячменю — 34 цнт./га, кукурудзи — 57 цнт./га. Цукрових буряків по 450 цнт/га, валове виробництво якого склало 453 тис. тонн. Збільшились посіви таких стратегічних культур, як ріпак і соя.

### Будівництво
В районі будівельні та ремонтно-будівельні роботи здійснюють 5 організацій. Найбільші з них: Крижопільське державне районне дорожнє підприємство «Райавтодор», ВАТ «Крижопільське ПМК — 109», ТОВ «Прометей».

## Транспортно-комунікаційна мережа
Загальна протяжність автомобільних шляхів по Крижопільському району становить 607 км, в тому числі з твердим покриттям — 436,9 км. Нині щільність автомобільних шляхів на 100 км² становить 75,9 км, в тому числі з твердим покриттям — 54,6, що дозволяє зв'язати автобусним сполученням майже 87 % населених пунктів району. Регулярно здійснюються рейси автобусів до обласного центру, районних центрів: Могилів-Подільський, Тростянець, Бершадь, Тульчин, Піщанка, Умань. До послуг населення вантажні та пасажирські перевезення в районі здійснює ВАТ «Крижопільське АТП — 10539».
Територію району перетинає залізничний шлях Жмеринка — Одеса, довжина якого становить 19 км з проміжною станцією Крижопіль, Княжеве; зупинний пункт Заболотне. Довжина залізничних під'їзних шляхів промислових підприємств та організацій становить у цілому по району 40 км.
Автошляхи: Т 0202 та Т 0233.
Територією району проходять магістральний нафтопровід «Одеса—Броди». З 2003 року розпочато газифікацію населених пунктів району. Протяжність газотранспортних магістралей становить 43 км, газифіковано чотири населених пункти.
Лінії електропередач і зв'язку по району складають відповідно 750 і 2082 км. Всі населені пункти району електрифіковано та телефонізовано. Крім центральної районної телефонної станції, є 25 сільських АТС. Всього в районі нараховується 5,8 тис. абонентів.

## Населення
Розподіл населення за віком та статтю (2001)
| Стать | Всього | До 15 років | 15-24 | 25-44 | 45-64 | 65-85 | Понад 85 |
| --- | ------ | ----------- | ----- | ----- | ----- | ----- | -------- |
| Чоловіки | 18 411 | 3458        | 2587  | 5454  | 4382  | 2429  | 101      |
| Жінки | 22 459 | 3214        | 2684  | 5391  | 5278  | 5414  | 478      |
| \| Статево-вікова піраміда \| Статево-вікова піраміда \| Статево-вікова піраміда \| \| ----------------------- \| ----------------------- \| ----------------------- \| \| Чоловіки \| Вік \| Жінки \| \| 101 \| 85 + \| 478 \| \| 135 \| 80-84 \| 634 \| \| 483 \| 75-79 \| 1491 \| \| 927 \| 70-74 \| 1840 \| \| 884 \| 65-69 \| 1449 \| \| 1286 \| 60-64 \| 1761 \| \| 759 \| 55-59 \| 980 \| \| 1058 \| 50-54 \| 1183 \| \| 1279 \| 45-49 \| 1354 \| \| 1584 \| 40-44 \| 1562 \| \| 1361 \| 35-39 \| 1377 \| \| 1290 \| 30-34 \| 1239 \| \| 1219 \| 25-29 \| 1213 \| \| 1196 \| 20-24 \| 1169 \| \| 1391 \| 15-20 \| 1515 \| \| 1389 \| 10-14 \| 1332 \| \| 1203 \| 5-9 \| 1051 \| \| 866 \| 0-4 \| 831 \| |        |             |       |       |       |       |          |
| Статево-вікова піраміда |        |             |       |       |       |       |          |
| Чоловіки | Вік    | Жінки       |       |       |       |       |          |
| 101 | 85 +   | 478         |       |       |       |       |          |
| 135 | 80-84  | 634         |       |       |       |       |          |
| 483 | 75-79  | 1491        |       |       |       |       |          |
| 927 | 70-74  | 1840        |       |       |       |       |          |
| 884 | 65-69  | 1449        |       |       |       |       |          |
| 1286 | 60-64  | 1761        |       |       |       |       |          |
| 759 | 55-59  | 980         |       |       |       |       |          |
| 1058 | 50-54  | 1183        |       |       |       |       |          |
| 1279 | 45-49  | 1354        |       |       |       |       |          |
| 1584 | 40-44  | 1562        |       |       |       |       |          |
| 1361 | 35-39  | 1377        |       |       |       |       |          |
| 1290 | 30-34  | 1239        |       |       |       |       |          |
| 1219 | 25-29  | 1213        |       |       |       |       |          |
| 1196 | 20-24  | 1169        |       |       |       |       |          |
| 1391 | 15-20  | 1515        |       |       |       |       |          |
| 1389 | 10-14  | 1332        |       |       |       |       |          |
| 1203 | 5-9    | 1051        |       |       |       |       |          |
| 866 | 0-4    | 831         |       |       |       |       |          |

Національний склад населення за даними перепису 2001 року:
| Національність | Кількість осіб | Відсоток |
| -------------- | -------------- | -------- |
| українці       | 40209          | 98,38 %  |
| росіяни        | 380            | 0,93 %   |
| молдовани      | 108            | 0,26 %   |
| білоруси       | 44             | 0,11 %   |
| євреї          | 27             | 0,07 %   |
| інші           | 102            | 0,25 %   |

Мовний склад населення за даними перепису 2001 року:
| Мова            | Кількість осіб | Відсоток |
| --------------- | -------------- | -------- |
| українська      | 40370          | 98,78 %  |
| російська       | 376            | 0,92 %   |
| молдовська      | 62             | 0,15 %   |
| білоруська      | 22             | 0,05 %   |
| азербайджанська | 10             | 0,02 %   |
| інші            | 30             | 0,07 %   |

## Соціально-культурна сфера
В районі функціонує 27 загальноосвітніх шкіл, в яких навчається 4218 учнів та 21 дитяча дошкільна установа, де виховується 982 дітей. На зміцнення матеріальної бази закладів освіти використано 511 тис. грн., збудовано спортивний майданчик з штучним покриттям на суму 118 тис. грн. Розширилась мережа дитячих навчальних закладів.
Працює 1 дитяча юнацько-спортивна школа та Центр позашкільної роботи з дітьми та підлітками, в якому навчаються близько 300 дітей, 2 школи естетичного виховання, в яких навчається 270 учнів.
Середню спеціальну освіту надають три училища: Крижопільський будівельний ліцей (смт. Крижопіль), ПТУ-24 (с. Городківка), ВПУ-31 (с. Заболотне).
Медичне обслуговування населення району здійснюють центральна районні лікарня, 7 амбулаторій, що працюють по принципу сімейної медицини, 13 фельдшерсько-акушерських пункти та 9 фельдшерських пункти. Мережа лікарняних закладів району нараховує 215 ліжок. Щоденно здійснюється в середньому 600 амбулаторних відвідувань. Кількість лікарів на 10000 жителів становить — 54,2. Функціонує 37 аптечних закладів та аптечний пункт.
На території району знаходиться два санаторії: ТОВ Дитячий санаторій «Зелена діброва»; Заболотненський обласний психоневрологічний санаторій ім. академіка Д. К. Заболотного та Крижопільський дитячий оздоровчий заклад «Мрія».
Мережа закладів культури нараховує 57 об'єктів, в тому числі 1 районний будинок культури, 19 сільських будинків культури, 8 клубів працює 174 гуртки художньої творчості та 7 народних колективів. Двічі (1999, 2001 рр.) колективи художньої самодіяльності району ставали переможцями обласного огляду народної творчості. Функціонує центральна районна бібліотека та районна бібліотека для дітей, 25 сільських бібліотек-філіалів.
Існує 3 музеї на громадських засадах, 33 пам'ятки історії і культури, серед яких найвідоміші: Казанська церква (1619 р.) та Костьол Пресвятої Діви Марії (1747 р.) в с. Городківка, церква Іоанна Богослова (1747 р.) в с. Радянське, садиба Бжозовських (поч. ХІХст.) в с. Соколівка.
Для занять фізичною культурою і спортом в районі функціонує стадіон в смт Крижополі, 17 спортивних залів, 54 спортмайданчики, 11 стрілецьких тирів.

## Політика
25 травня 2014 року відбулися Президентські вибори України. У межах Крижопільського району було створено 38 виборчих дільниць. Явка на виборах складала — 68,22% (проголосували 18 892 із 27 692 виборців). Найбільшу кількість голосів отримав Петро Порошенко — 59,82% (11 301 виборців); Юлія Тимошенко — 16,30% (3 080 виборців), Олег Ляшко — 8,61% (1 626 виборців), Анатолій Гриценко — 6,35% (1 199 виборців). Решта кандидатів набрали меншу кількість голосів. Кількість недійсних або зіпсованих бюлетенів — 0,78%.

## Релігія
У районі діють 36 релігійних організацій семи конфесій християнських віросповідань. З них: Української православної церкви Московського патріархату — 23, Римсько-католицької церкви — 4, протестантських віросповідань — 9. Зареєстровано 1 монастир (чоловічий римсько-католицької церкви).
Ведеться будівництво храму Української православної церкви Московського патріархату та костьолу Римо-католицької церкви в районному центрі.

## Особистості
Крижопільську землю прославили Данило Заболотний — лікар-мікробіолог, ім'ям якого названо село Заболотне (раніше с. Чоботарка). У селі збереглася оселя, де жив всесвітньо відомий учений, працює меморіальний музей.
Серед відомих людей, уродженців району — письменники Андрій М'ястківський та Микола Рябий, письменник і політичний діяч Володимир Яворівський, народний депутат України кількох скликань Володимир Лановий, письменник та журналіст Микола Трублаїні, трекова велогонщиця, заслужений майстер спорту, учасниця Олімпійських ігор в Лондоні Любов Басова і футболіст, правий захисник «Динамо» (Київ) Олександр Тимчик.
У духовну скарбницю вписане ім'я уродженця с. Городківка Володимира Кожухаря — відомого диригента симфонічного оркестру м.Санкт-Петербурга.
Мартиніян Войцех Дажицький (14 лютого 1918, Ягелла, Підкарпатське воєводство — 2 липня 2009, Городківка, Крижопільський район, Вінницька область) — релігійний діяч, священик, єдиний у радянській Україні член ордену францисканців.

## Пам'ятки
- Пам'ятки архітектури Крижопільського району
- Пам'ятки монументального мистецтва Крижопільського району
- Пам'ятки історії Крижопільського району
- Пам'ятки археології Крижопільського району